# Melissodes sphaeralceae
Melissodes sphaeralceae är en biart som beskrevs av Cockerell 1896. Melissodes sphaeralceae ingår i släktet Melissodes och familjen långtungebin. Inga underarter finns listade i Catalogue of Life.